# Hover Kirke (Ringkøbing-Skjern Kommune)
 For alternative betydninger, se Hover Kirke. (Se også artikler, som begynder med Hover Kirke)
Hover Kirke er en kirke på nordsiden af Hover Å, ca. en kilometer vest for landsbyen Hover. Den menes at være opført i 1100-tallet. Siden er kirkens form og udseende med få undtagelser uændret, og den står som et eksempel på gammel dansk arkitektur.

## Bygningen
Hover kirke er et godt eksempel på en landsbykirke fra 1100-tallet. Den er bygget af tilhuggede granitkvadre i romansk stil. Skibet er rektangulært og koret næsten kvadratisk, og vinduerne er små og højtsiddende. I modsætning til de fleste andre danske kirker, har Hover kirke ikke et klokketårn, men en beskeden klokke, der hænger under et halvtag på østgavlen.

### Ændringer og tilføjelser
I 1771 blev kirkens vestgavl beskadiget af et uvejr. Den blev  ommuret, og en svær stræbepille støtter muren. Våbenhuset blev bygget i 1500-tallet i sengotisk stil på sydsiden af kirken, hvor mændenes indgang var. (Kvindernes indgang var på nordsiden).

### Kalkmalerier
Under restaureringer i 1910 blev mørke og utydelige kalkmalerier fremdraget på den nordlige del af triumfmuren, der danner indgangen til koret fra skibet. Kalkmalerierne er dateret til 1500-tallet og forestiller Isaks ofring. De er muligvis efter et træsnit i Christian 3.s bibel.

## Interiør
Kirkens interiør er meget lig det, der findes i andre danske kirker. Den har en prædikestol, alter, døbefont, orgel og bænke, der i øjeblikket er olivengrønne. 

### Prædikestolen
Prædikestolen viser de fire evangelister, Matthæus, Markus, Lukas og Johannes.

### Døbefont
Døbefonten er lige så gammel som kirken. Den har været fuldstændig dækket af maling, og efter den blev afsyret kan der stadig ses små stykker maling.

### Orglet
Orglet, der er købt af Tårs Kirke, er bygget af firmaet Th. Frobenius og Sønner i 1968 og har otte stemmer fordelt på ét manual og pedal.

## Præster i sognet
I sognet findes udover Hover Kirke Torsted Kirke). Sognepræsten har ansvaret for dem begge.
Siden 1903 har syv præster haft deres tjeneste i Hover sogn.
| Præstens navn                  | Tjenesteår |
| ------------------------------ | ---------- |
| Chr. Pedersen                  | 1903-13    |
| Carl Frederik Johannes Kaarsbo | 1913-19    |
| Johannes Carøe                 | 1920-29    |
| Herluf Jensen Aagaard          | 1930-36    |
| Knud Beck                      | 1936-59    |
| Erling Stougaard Thomsen       | 1959-92    |
| Inge-Dorthe Kaasgaard          | 1993-      |

Hover kirke blev i 2006 sammen med bl.a. Københavns Domkirke, Sydney Opera House og Østbroen, Storebælt udvalgt til Kulturkanonens kategori for arkitektur. Om Hover kirke står skrevet: 
| „ | Kirken er som bygningstype hjemmehørende i det danske kulturlandskab. Som et vartegn ligger kirken hævet over mark og eng og giver til stadighed landskabet perspektiv og karakter. | “ |